# Slipstream (vídeo)
Slipstream é um filme da banda de rock britânica Jethro Tull. Gravado durante a turnê do álbum A, foi lançado originalmente em 1981 em VHS, Capacitance Electronic Disc e laserdisc. O único lançamento oficial em DVD saiu em 2004 como bônus da reedição em CD de A.

## Canções apresentadas
- Introduction  - 3:27
- "Black Sunday" - 6:23
- "Dun Ringill" - 2:37 (videoclipe)
- "Fylingdale Flyer" - 4:03 (videoclipe)
- "Songs From the Wood" - 3:35
- "Heavy Horses" - 7:25
- "Sweet Dream" - 4:04 (videoclipe)
- "Too Old to Rock 'n' Roll" - 5:37 (videoclipe)
- "Skating Away" - 3:36
- "Aqualung" - 8:57
- "Locomotive Breath" - 6:25
- Credits - 1:05

## Créditos
- Ian Anderson – flauta, vocais
- Martin Barre – guitarra
- Mark Craney  – bateria
- Eddie Jobson – teclado, violino elétrico
- Dave Pegg – baixo